# Raúl Puy
Raúl Alberto Puy (Buenos Aires, 1 de septiembre de 1958) es un abogado y político argentino perteneciente al Socialismo con desarrollo en la Ciudad Autónoma de Buenos Aires.
Militó desde muy joven en el Partido Socialista Democrático (Argentina), afiliándose al mismo clandestinamente durante la última Dictadura Militar en abril de 1977. En 1985 fue elegido miembro de la Junta Ejecutiva de la Capital Federal, cargo que ocupó hasta 1991.
En 1985 se recibió de abogado en la Facultad de Derecho (Universidad de Buenos Aires).
Apoderado de su partido entre 1987 y 1992, fue elegido Secretario General del Partido Socialista Democrático de la Capital Federal entre 1995 y 1997.
Impulsor de la reunificación del Socialismo, acontecida el 28 de junio de 2002, fue elegido como el primer Presidente del Partido Socialista de la Ciudad de Buenos Aires (2002 - 2004), y luego Secretario General Adjunto del Partido Socialista, integrando la Conducción Nacional entre 2004 y 2006.
El 8 de septiembre de 1991 fue elegido miembro del Concejo Deliberante de la Ciudad de Buenos Aires para el período 1991 – 1995.
En 1996 fue electo Convencional Constituyente, siendo uno de los sesenta integrantes de la Convención Constituyente que sancionó la primera Constitución de la Ciudad Autónoma de Buenos Aires: Integró la Comisión de Redacción y la del Poder Ejecutivo.
Entre 1997 y 2003, se desempeñó como Diputado en la Legislatura de la Ciudad Autónoma de Buenos Aires, siendo Vicepresidente del bloque de La Alianza y Presidente del sub-bloque del Partido Socialista Democrático. En 1999 presentó denuncia penal por sobreprecios contra el presidente del PAMI Víctor Alderete, luego tomada por la Oficina Anticorrupción y que concluyó con su condena.
El 6 de enero de 2004, durante la Jefatura  de Aníbal Ibarra, fue designado Vicejefe de Gabinete del Gobierno de la Ciudad de Buenos Aires, cargo que desempeñó hasta abril de 2006, renunciando por estar en desacuerdo con la nueva Jefatura de Gobierno.
Al promediar el año 2007, la conducción del Partido Socialista de la Ciudad había quedado en manos de un sector proveniente del Partido Socialista Popular (Argentina), que decidió acompañar la candidatura de Jorge Telerman a la Jefatura de Gobierno de la Ciudad. El  sector del Socialismo Democrático estaba en desacuerdo con Telerman por lo que Raúl Puy se negó a apoyar esa candidatura. Esto determinó su expulsión del Partido.
El 10 de diciembre de 2007, asumió su tercer Diputación integrando la lista de Diálogo por Buenos Aires, avalado por un importante sector del Socialismo y por dirigentes como Héctor Polino y Susana Rinaldi. Concluyó su mandato en diciembre de 2011, ocupando entre otros cargos  la Presidencia de la Comisión de Cultura entre los años 2009 y 2011; siendo autor de 563 proyectos.
Durante sus mandatos como Legislador presentó y obtuvo la aprobación de, entre otros, los siguientes proyectos: Creación de la Primera Escuela Pública de Comercio para Niños Sordos de Latinoamérica; Creación del Registro de Deudores Alimentarios; Incorporación al programa de estudios para 5ª Año de los Colegios Secundarios del libro “Nunca Más”; Reducción de la Jornada Laboral a 6 horas para los trabajadores del Subterráneo por tareas insalubres en los talleres bajo tierra; fue coautor del Consejo Económico y Social.
Las calles Julio Cortázar y Adolfo Bioy Casares deben su nombre a proyectos de su autoría, al igual que la Estación de Subterráneos “Malabia-Osvaldo Pugliese (subte de Buenos Aires)” de la Línea B. 
En 2012 creó el Programa Formación Legislativa en Escuelas dependiente de La Legislatura de la Ciudad, del cual es actualmente su director general.
Participa hasta la fecha en distintas entidades socialistas como La Biblioteca Obrera Juan B. Justo, La Sociedad Luz y La Fundación Alfredo Palacios.